# Обри ле Панту
Обри ле Панту (фр. Aubry-le-Panthou) насеље је и општина у северној Француској у региону Доња Нормандија, у департману Орн која припада префектури Аржантан.
По подацима из 2011. године у општини је живело 104 становника, а густина насељености је износила 15,18 становника/km². Општина се простире на површини од 6,85 km². Налази се на средњој надморској висини од 172 метара (максималној 256 m, а минималној 133 m).

## Демографија
| 1962. | 1968. | 1975. | 1982. | 1990. | 1999. | 2011. |
| ----- | ----- | ----- | ----- | ----- | ----- | ----- |
| 203   | 207   | 121   | 89    | 106   | 93    | 104   |

График промене броја становника у току последњих година